# 2017년 동계 아시안 게임 대한민국 선수단
대한민국은 2017년 2월 19일부터 2월 26일까지 일본 삿포로에서 열린 동계 아시안 게임에 참가하였다.

## 메달 집계

### 종목별 메달 획득 현황
| 종목            | 1  | 2  | 3  | 합계 |
| 스피드스케이팅  | 6  | 3  | 3  | 12   |
| 쇼트트랙        | 5  | 5  | 3  | 13   |
| 스노보드        | 2  | 2  | 2  | 6    |
| 크로스컨트리    | 1  | 3  | 3  | 7    |
| 알파인스키      | 1  | 2  | 2  | 5    |
| 컬링            | 0  | 1  | 1  | 2    |
| 피겨스케이팅    | 1  | 0  | 0  | 1    |
| 스키점프        | 0  | 0  | 1  | 1    |
| 프리스타일 스키 | 0  | 1  | 0  | 1    |
| 바이애슬론      | 0  | 0  | 1  | 1    |
| 아이스하키      | 0  | 1  | 0  | 1    |
| 합계            | 16 | 18 | 16 | 50   |

## 메달 리스트
| 메달 | 이름                                   | 종목            | 세부 종목            | 날짜      |
| ---- | -------------------------------------- | --------------- | -------------------- | --------- |
|      | 이상호                                 | 스노보드        | 남자 평행대회전      | 12월 22일 |
|      | 김마그너스                             | 크로스컨트리    | 남자 1.4km 스프린트C | 2월 20일  |
|      | 이상호                                 | 스노보드        | 남자 평행회전        | 12월 23일 |
|      | 이승훈                                 | 스피드 스케이팅 | 남자 5,000m          | 2월 20일  |
|      | 최민정                                 | 쇼트트랙        | 여자 1,500m          | 2월 20일  |
|      | 박세영                                 | 쇼트트랙        | 남자 1,500m          | 2월 20일  |
|      | 이승훈                                 | 스피드 스케이팅 | 남자 10,000m         | 2월 22일  |
|      | 심석희                                 | 쇼트트랙        | 여자 1,000m          | 2월 22일  |
|      | 서이라                                 | 쇼트트랙        | 남자 1,000m          | 2월 22일  |
|      | 김보름                                 | 스피드 스케이팅 | 여자 5,000m          | 2월 22일  |
|      | 심석희, 최민정, 노도희, 김지유, 김건희 | 쇼트트랙        | 여자 3,000m 계주     | 2월 22일  |
|      | 이승훈, 주형준, 김민석                 | 스피드 스케이팅 | 남자 팀추월          | 2월 22일  |
|      | 김민석                                 | 스피드 스케이팅 | 남자 1500m           | 2월 23일  |
|      | 이승훈                                 | 스피드 스케이팅 | 남자 메스 스타트     | 2월 23일  |
|      | 정동현                                 | 알파인스키      | 남자 회전            | 2월 25일  |
|      | 최다빈                                 | 피겨스케이팅    | 여자 싱글            | 2월 25일  |
|      | 최보군                                 | 스노보드        | 남자 평행대회전      | 2월 19일  |
|      | 김보름                                 | 스피드 스케이팅 | 여자 3.000m          | 2월 20일  |
|      | 심석희                                 | 쇼트트랙        | 여자 1.500m          | 2월 20일  |
|      | 이채원                                 | 크로스컨트리    | 여자 10km 프리       | 2월 21일  |
|      | 이상화                                 | 스피드 스케이팅 | 여자 500m            | 2월 21일  |
|      | 서이라                                 | 쇼트트랙        | 남자 500m            | 2월 21일  |
|      | 노선영, 김보름, 박지우                 | 스피드 스케이팅 | 여자 팀추월          | 2월 21일  |
|      | 김현태                                 | 알파인 스키     | 남자 대회전          | 2월 22일  |
|      | 최민정                                 | 쇼트트랙        | 여자 1.000m          | 2월 22일  |
|      | 신다운                                 | 쇼트트랙        | 남자 1.000m          | 2월 22일  |
|      | 이정수, 서이라, 신다운, 박세영, 한승수 | 쇼트트랙        | 남자 5,000m 계주     | 2월 22일  |
|      | 김마그너스                             | 크로스컨트리    | 남자 10km 클래식     | 2월 23일  |
|      | 김경애, 김선영,김영미, 김은정          | 컬링            | 여자 컬링            | 2월 24일  |
|      | 김현태                                 | 알파인 스키     | 남자 회전            | 2월 25일  |
|      | 권이준                                 | 스노보드        | 남자 하프파이프      | 2월 25일  |
|      | 남자 대한민국 아이스하키 대표팀        | 아이스 하키     | 남자 아이스하키      | 2월 26일  |
|      | 이채원                                 | 크로스컨트리    | 여자 15km 매스스타트 | 2월 26일  |
|      | 최재우                                 | 프리스타일 스키 | 남자 모굴            | 2월 26일  |
|      | 신다혜                                 | 스노보드        | 여자 회전            | 2월 20일  |
|      | 김상겸                                 | 스노보드        | 남자 회전            | 2월 20일  |
|      | 차민규                                 | 스피드 스케이팅 | 남자 500m            | 2월 20일  |
|      | 주혜리                                 | 크로스컨트리    | 여자 1.4km 스프린트C | 2월 20일  |
|      | 이정수                                 | 쇼트트랙        | 남자 1,500m          | 2월 20일  |
|      | 최민정                                 | 쇼트트랙        | 여자 500m            | 2월 21일  |
|      | 박세영                                 | 쇼트트랙        | 남자 500m            | 2월 21일  |
|      | 김보름                                 | 스피드 스케이팅 | 여자 메스 스타트     | 2월 23일  |
|      | 김민석                                 | 스피드 스케이팅 | 남자 메스 스타트     | 2월 23일  |
|      | 강영서                                 | 알파인 스키     | 여자 대회전          | 2월 23일  |
|      | 김수혁, 남윤호, 박종덕, 김태환         | 컬링            | 남자 컬링            | 2월 23일  |
|      | 강영서                                 | 알파인 스키     | 여자 대회전          | 2월 23일  |
|      | 김마그너스, 황준호, 박성범, 김민우     | 크로스컨트리    | 남자 4×7.5km 계주    | 2월 24일  |
|      | 이채원, 한다솜, 주혜리, 제상미         | 크로스컨트리    | 여자 4x5km 계주      | 2월 24일  |
|      | 김용규                                 | 바이애슬론      | 남자 12.5km          | 2월 24일  |
|      | 강영서                                 | 알파인 스키     | 여자 회전            | 2월 25일  |
|      | 최흥철, 최서우, 김현기, 이주찬         | 스키 점프       | 남자 라지힐 팀       | 2월 25일  |